# Ядро (теория игр)
С-ядро (англ. core, произносится цэ-ядро) — принцип оптимальности в теории кооперативных игр, представляющий собой множество эффективных распределений выигрыша, устойчивых к отклонениям любой коалиции игроков, то есть множество векторов {\displaystyle \mathbf {x} =(x_{1},x_{2},...,x_{N})}, таких, что:
и для любой коалиции {\displaystyle K\subset N} выполнено:
где {\displaystyle v} — характеристическая функция игры.

## Свойства
- Эквивалентным является определение С-ядра кооперативной игры в терминах блокирования распределений выигрыша коалициями. Говорят, что коалиция K блокирует распределение выигрыша x, если найдётся другое распределение выигрыша y, такое, что

и для любого участника {\displaystyle i\in K} выполнено {\displaystyle y_{i}\geq x_{i}}.
Тогда С-ядром кооперативной игры называется множество распределений выигрыша, которые не могут быть заблокированы ни одной коалицией.
- С-ядро задаётся системой линейных уравнений и нестрогих линейных неравенств, в связи с чем оно является выпуклым многогранником.

- С-ядро может быть пустым. Достаточные условия непустоты ядра были сформулированы Л.Шепли:

Теорема. Кооперативная игра с супермодулярной характеристической функцией имеет непустое ядро.
Необходимые и достаточные условия непустоты ядра были сформулированы О. Бондаревой и, позднее, Л. Шепли:
Теорема. Ядро кооперативной игры непусто тогда и только тогда, когда она сбалансирована.
- Любое равновесие Вальраса принадлежит ядру, однако обратное неверно. Однако, при некоторых предположенях, если количество агентов в экономике стремится к бесконечности, ядро стремится ко множеству равновесий Вальраса (гипотеза Эджворта).